# 新光里 (臺中市)
新光里，是臺灣臺中市太平區所轄的里。面積0.5687平方公里，人口計有9,276人。依順時針方向，與新興里、新高里、新福里相鄰。

## 里名由來
蓋以紀念中華民國主張之「臺灣光復」而命名。

## 歷史沿革
新光里於清代時隸屬藍興堡番仔路莊；明治35年（1902年）時，改隸臺中廳大平區番仔路庄，至大正9年（1920年）則隨行政區調整，隸屬大屯郡太平庄番子路大字。二次大戰結束後，國民政府接收臺灣，原先番子路大字範圍被劃歸為新光村，隸屬臺中縣太平鄉；民國69年（1980年）9月，行政區再次調整，新光村劃出西南側置新福村；民國85年（1996年）8月1日，隨太平鄉升格為縣轄市太平市，新光村改制為新光里。民國94年（2005年）8月，行政區再次調整，新光里劃出西南角及北部置新高里和新興里，範圍就此底定至今。